# Burgstall Burghausen
Der Burgstall Burghausen ist eine abgegangene mittelalterliche Höhenburg in Burghausen in der Gemeinde Kirchdorf an der Amper in Oberbayern.
Der Ort Burghausen selbst wurde erstmals im 8. Jahrhundert erwähnt und war damals Teil des Herzogtums Bayern. Um 1315 ging der Ort in den Besitz des Hochstifts Freising über. Der noch Reste zeigende Burgstall liegt ca. 300 Meter westlich der Filialkirche St. Georg über dem Ort Burghausen auf 469 m ü.N.N. Er ist unter der Aktennummer D-1-7535-0039 als Burgstall des hohen oder späten Mittelalters beim Bayerischen Landesamt für Denkmalpflege erfasst.
400 Meter östlich des Orts liegt zudem noch eine Abschnittsbefestigung des frühen Mittelalters („Burghauser Leiten“, Aktennummer D-1-7535-0035).